# Lunae Planum
Lunae Palus es una meseta situada en el cuadrángulo de Lunae Palus de Marte, localizada con el sistema de coordenadas planetocéntricas a 14.83° latitud N y 295° longitud E. El nombre fue aprobado por la Unión Astronómica Internacional en 1958 y hace referencia a Luna, con posible referencia a la divinidad romana o a los Montes de la Luna donde se imaginaron las fuentes del río Nilo.

## Galería

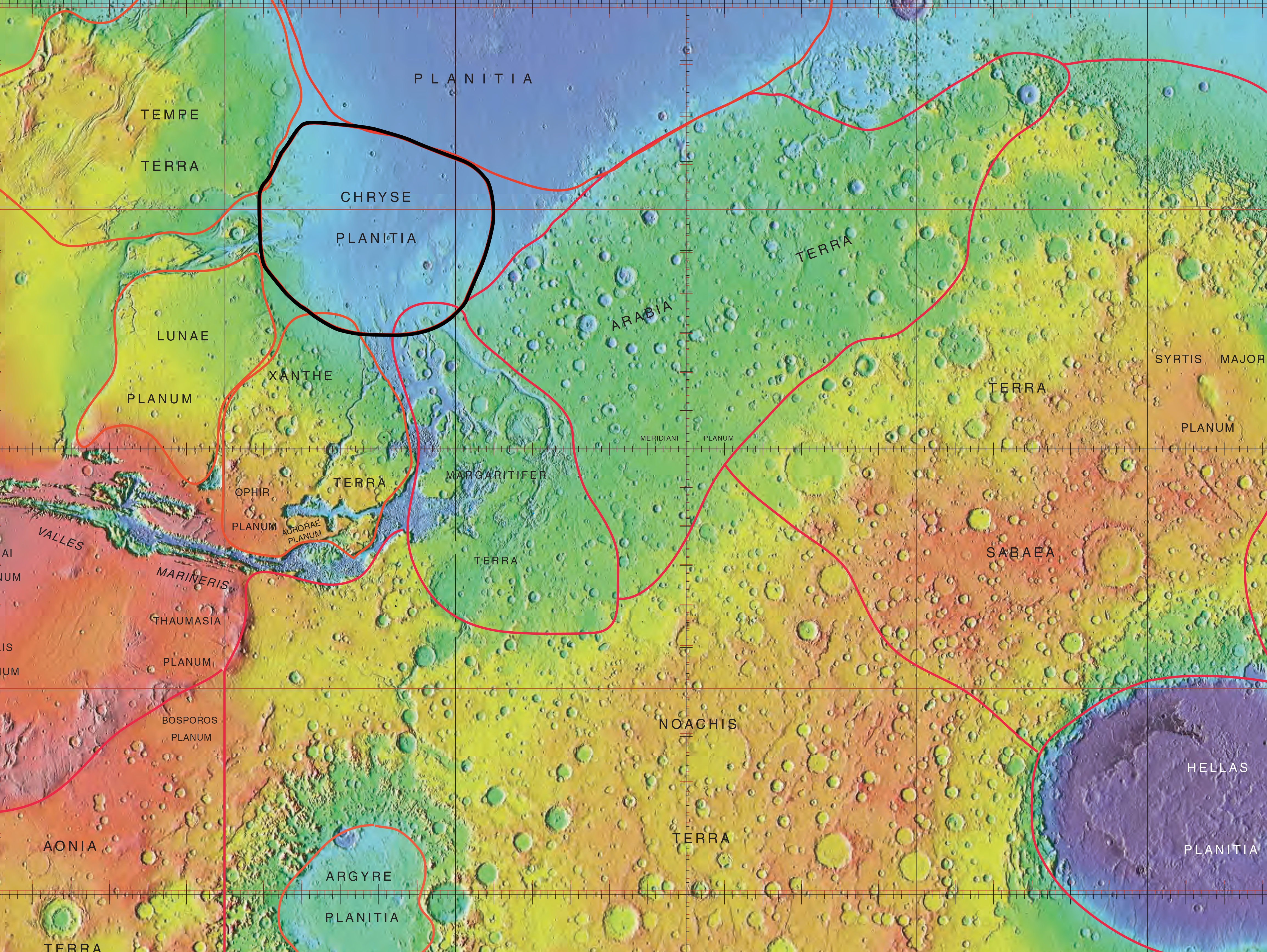
Mapa donde se puede observar Lunae Planum.